# ميلتون خيمينيز
ميلتون خيمينيز (بالإسبانية: Milton Jiménez)‏ هو سياسي هندوراسي، ولد في 8 نوفمبر 1961. حزبياً، نشط في الحزب الليبرالي الهندوراسي (1985 – ).